# Pedro Ernesto de Mansfeld

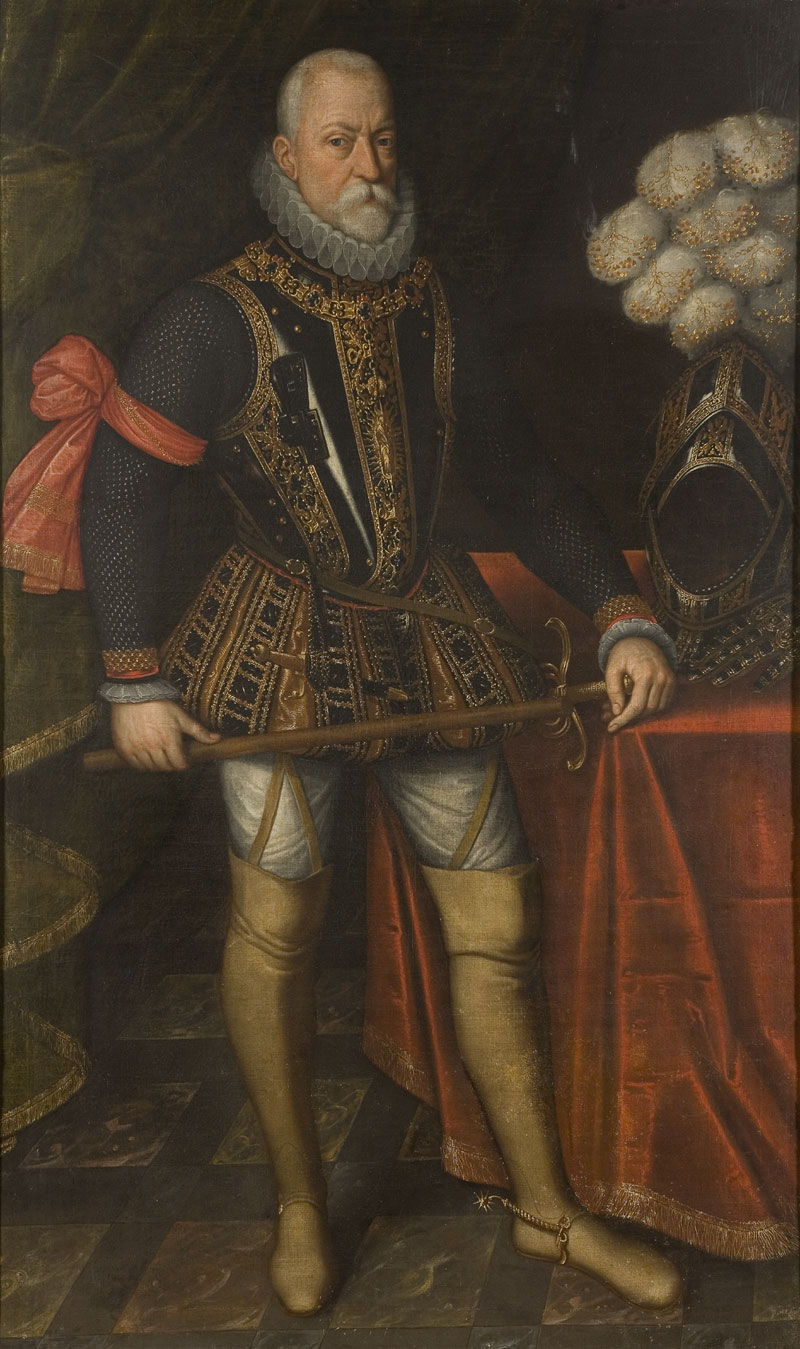
Pedro Ernesto de Mansfeld pintado por Antonio Moro.

Peter Ernst von Mansfeld (Heldrungen, Turingia, 20 de julio de 1517 - Luxemburgo, 25 de mayo de 1604) fue un noble, político y militar sajón, conde de Mansfeld. Estuvo al servicio del emperador Carlos V y de su hijo Felipe II. Fue gobernador de los Países Bajos españoles de 1592 a 1594 sustituyendo al fallecido Alejandro Farnesio.

## Biografía
Siendo joven llegó a los Países Bajos en el séquito del emperador Carlos V. Participó en la expedición contra Túnez en 1535 y fue nombrado gobernador de Luxemburgo en 1545.
Durante la Guerra de los Ochenta Años contra los rebeldes holandeses, tomó parte en los combates a las órdenes de Juan de Austria y Alejandro Farnesio. Cuando Alejandro Farnesio invadió Francia en 1590, fue nombrado gobernador interino de los Países Bajos. A la muerte de Farnesio en 1592 fue gobernador efectivo de los Países Bajos españoles hasta 1594, año en que Ernesto de Austria asumió el cargo. Había contraído matrimonio con Petronila de Nieux. Entre sus hijos están, el conde Octavio de Mansfeld y Dorothea de Mansfeld que había casado en 1578 con el Coronel Francisco Verdugo, comandante de la infantería Valona, señor de Schenaguen, gobernador de Frisia, Harlem, Breda, Teunbila, Thionvila y otras regiones. Había nacido en 1537 en Talavera de la Reina y falleció en Luxemburgo el día 22/9/1593.